# Australischer Junker
Der Australische Junker (Ophthalmolepis lineolata, Syn.: Julis lineolatus) ist ein Lippfisch, der endemisch an der Küste der südlichen Hälfte Australiens lebt. Rund um Tasmanien fehlt er. Der Fisch lebt an Felsriffen, die von Algen und Schwämmen bewachsen sind,  ausgewachsene Tiere oft in großer Zahl an küstenfernen Riffen in Tiefen bis 60 Metern. Jungfische bevorzugen flacheres Wasser und halten sich einzeln zwischen Felsen, in Flussmündungen und Häfen auf.

## Merkmale
Der Australische Junker wird 40 Zentimeter lang. Sein Körper ist langgestreckt und ähnelt dem der Lippfischgattung Coris. Sein Kopf ist jedoch stumpfer, die Zahl der Schuppen geringer. Entlang des Seitenlinienorgans hat der Australische Junker 52 bis 56 Schuppen, Coris-Arten, mit Ausnahme von Coris pictoides, jedoch 70 bis 90 Schuppen.
Die lange Rückenflosse des Australischen Junkers wird von 9 Hartstrahlen und 12 bis 13 Weichstrahlen gestützt, die Afterflosse hat 3 Hart- und 13 Weichstrahlen.
Die Färbung des Australischen Junker ist von einer Längsmusterung geprägt. Bei Jungtieren und Weibchen ist die Oberseite des Körpers braun, die Rückenflossenbasis hell orange. Entlang der Seitenlinie zieht sich ein weißes Längsband vom Kiemendeckel bis zur Schwanzflosse. Der Bauch ist gelblich. Auf dem Kopf zeigt sich mit zunehmendem Alter ein Muster feiner blauer Flecken. Männchen haben einen rötlichen Rücken, unterhalb des weißen Längsbands auf den Flanken haben sie ein schwarzes. Ihr Kopf wirkt bulliger und ist grau bis grünlich.